# Hermann Ketteler (Domherr, † vor 1600)
Hermann Ketteler (* im 16. Jahrhundert; † im 16. Jahrhundert) war Domherr in Münster.

## Leben

### Herkunft und Familie
Hemann Ketteler entstammte dem westfälischen Adelsgeschlecht Ketteler, aus dem zahlreiche namhafte Persönlichkeit hervorgegangen sind. Er war der Sohn des Dülmener Drosten Konrad Ketteler zu Altassen. Seine Mutter Margarethe von Beesten war Erbtochter des Hauses Sythen, das bis zum Erbwechsel zur Familie von Galen im Besitz der Familie Ketteler blieb. Hermanns Cousin Konrad Ketteler war von 1553 bis 1590 münsterscher Domherr.

### Wirken
Hermann erhielt am 6. April 1553 eine münstersche Dompräbende, auf die er aber schon am 22. Dezember verzichtete. Nach einer erneuten Präsentation durch Dietrich Ketteler wurde er 1559 präbendiert und im Jahr darauf emanzipiert. Mit dem Erhalt der Tonsur im Jahre 1561 sollte Hermann auf ein geistliches Amt vorbereitet werden. Allerdings verzichtete er noch im selben Jahre. 1577 heiratete er Adelheid von Diepenbrock. Aus der Ehe gingen die Kinder Johann Vollrath (* 1590, Staatssekretär und Bürgermeister von Pewsum) und die münsterschen Domherren Hermann, Wilhelm, Rembert, Dietrich und Konrad (später Herr zu Assen) hervor.